# Eddy Waller
Pour l’article homonyme, voir Waller.
Edward C. « Eddy » Waller, né le 14 juin 1889 à Chippewa Falls dans le Wisconsin aux États-Unis et mort le 20 août 1977 à Los Angeles en Californie aux États-Unis, est un acteur américain de films et de télévision.

## Carrière
Eddy Waller a joué dans des vaudevilles et des théâtres avant d'arriver à Hollywood, il apparaît dans plus de 250 films sonores entre 1929 et 1963, dont 116 westerns et 6 serials. Il est notamment connu en tant que Nugget Clark, l'acolyte, dans de nombreux films mettant en vedette Allan Lane entre 1947 et 1953.
En 1953 Waller devient Rusty Lee, le partenaire de selle de l'acteur Douglas Kennedy dans le court-métrage télévisé, Steve Donovan, Western Marshal (en). Par la suite, il apparaît dans des westerns et des programmes télévisés, il est également un personnage régulier dans 19 épisodes de Laramie, sur la NBC, dans le rôle de Mose Shell. Waller a également un rôle secondaire en 1957 et 1958 dans la série Casey Jones (en). Waller joue ensuite Red Rock, le conducteur de train du Cannonball Express de Casey.
Eddy Waller est mort à Los Angeles en Californie à l'âge de 88 ans.

## Filmographie

### Cinéma
- 1936 : Meet Nero Wolfe de Herbert J. Biberman
- 1936 : The Public Pays d'Errol Taggart (en)
- 1938 : Call the Mesquiteers (en) de John English
- 1939 : New Frontier de George Sherman
- 1939 : Le Premier Rebelle (Allegheny Uprising) de William A. Seiter : Jailer
- 1939 : Le Retour de Cisco Kid (The Return of the Cisco Kid) de Herbert I. Leeds
- 1939 : Le Brigand bien-aimé (Jesse James) de  	Henry King et Irving Cummings
- 1940 : Les Raisins de la colère (The Grapes of Wrath) de John Ford
- 1940 : Texas Terrors de George Sherman
- 1941 : Sergent York (Sergeant York) de Howard Hawks
- 1941 : Hands Across the Rockies de Lambert Hillyer
- 1942 : La Tombe de la Momie (The Mummy's Tomb)
- 1942 : Sundown Jim de James Tinling
- 1942 : Wings for the Eagle de Lloyd Bacon
- 1943 : La Fille et son cow-boy (A Lady Takes a Chance)
- 1944 : Les Aventures de Mark Twain (The Adventures of Mark Twain)
- 1945 : San Antonio : Cattleman (non crédité)
- 1945 : The Missing Corpse
- 1945 : The Man Who Walked Alone de Christy Cabanne
- 1945 : La Femme du pionnier (Dakota) : Conducteur de diligence
- 1946 : A Boy and His Dog
- 1948 : The Strawberry Roan (en)
- 1948 : The Girl from Manhattan de Alfred E. Green
- 1949 : Ma and Pa Kettle (non crédité)
- 1950 : La Ruée vers la Californie (California Passage), de Joseph Kane : Serveur
- 1953 : El Paso Stampede
- 1953 : La Dernière Chevauchée (The Last Posse) d'Alfred L. Werker
- 1954 : Ultime Sursis (Make Haste to Live) de William A. Seiter
- 1955 : L'Homme qui n'a pas d'étoile (Man Without a Star)
- 1957 : The Night Runner de Abner Biberman
- 1958 : La Journée des violents (Day of the Bad Man) de Harry Keller

### Serial
- 1937 : Secret Agent X-9 (en) (non crédité)[1]
- 1938 : Bill Hickok le sauvage (The Great Adventures of Wild Bill Hickok)
- 1942 : Junior G-Men of the Air
- 1944 : Mystery of the River Boat (en) de Lewis D. Collins et Ray Taylor

### Séries de télévision
(janvier 2016).
- 1952–1955 : Ford Theatre
- 1953–1955 : The Lone Ranger
- 1954 : Cisco Kid
- 1954 : Letter to Loretta
- 1955 : Four Star Playhouse
- 1955–1956 : Steve Donovan, Western Marshal (rôle de soutien)
- 1956 : Fury (épisode Tungsten Queen)
- 1957 : La Flèche brisée (Broken Arrow)
- 1957–1958 : Casey Jones (en) (rôle de soutien)
- 1958 : La Grande Caravane (Wagon Train) : Ned dans The Jennifer Churchill Story
- 1959 : The Texan (en), (2 épisodes)

- 1959 : Man Without a Gun dans The Giant
- 1959 : Au nom de la loi (Wanted: Dead or Alive) : Pop Cole dans The Empty Cell
- 1959–1961 : Tales of Wells Fargo (2 épisodes)
- 1960 : Pony Express : Nate dans The Search
- 1960 : Shotgun Slade dans The Missing Dog
- 1961 : Outlaws : Forsythe dans Roly
- 1959–1962 : Laramie (rôle récurrent)
- 1960–1962 : Le Monde merveilleux de Disney (Disneyland)
- 1960-1963 : Lassie, 8 épisodes : Matt Krebbs (son dernier rôle à la télévision)
- 1962 : Bonanza : Harry dans The First Born
- 1962 : Le Jeune Docteur Kildare (Doctor Kildare)
- 1962 : Empire : Abel Saunders dans The Earth Mover